# Dottori agli antipodi
Dottori agli antipodi (The Young Doctors) è un serial televisivo australiano in 1396 episodi trasmessi per la prima volta dal 1976 al 1983.
È una soap opera del genere medico incentrata sulle vicende del personale dell'ospedale Albert Memorial di Sydney.

## Personaggi e interpreti
- Helen Gordon, interpretato da Lyn James.
- Dennis Jamison, interpretato da Chris King.
- Graham Steele, interpretato da Tim Page.
- Brian Denham, interpretato da Michael Beecher.
- Ada Simmonds, interpretata da Gwen Plumb.
- Tania Livingston, interpretata da Judy McBurney.
- Raymond Shaw, interpretato da Alfred Sandor.
- Sister Gibbs, interpretata da Susanne Stuart.
- Sorella Scott, interpretata da Cornelia Frances.
- Jill Gordon, interpretata da Joanne Samuel.
- Peter Holland, interpretato da Peter Lochran.
- Caroline Morgan, interpretata da Kim Wran.

## Produzione
La serie, ideata da Reg Watson, fu prodotta da Grundy Television Productions, Nine Network Australia e The Grundy Organization e girata nel Greenwich Hospital di Sydney in Australia. Le musiche furono composte da The Executives.

### Registi
Tra i registi della serie sono accreditati:
- Max Varnel (1977-1983)
- Alan Coleman
- Brian Faull (1979-1981)
- David C. Wilson (1979)
- Mike Murphy
- Ian Coughlan (1976-1982)

## Distribuzione
La serie fu trasmessa in Australia dall'8 novembre 1976 al 30 marzo 1983 sulla rete televisiva Nine Network. In Italia è stata trasmessa negli anni 1980 su reti locali con il titolo Dottori agli antipodi.
Alcune delle uscite internazionali sono state:
- in Australia l'8 novembre 1976 (The Young Doctors)
- in Francia il 21 marzo 1986 (Jeunes docteurs)
- in Italia (Dottori agli antipodi)